# 男鹿市立美里小学校
男鹿市立美里小学校（おがしりつみさとしょうがっこう）は、秋田県男鹿市鵜木にある公立小学校。学校区は、男鹿市北東部、旧若美町の角間崎以北。

## 概要
2014年に男鹿市立五里合小学校と男鹿市立鵜木小学校が統合し、開校。2015年には男鹿市立野石小学校も統合された。校舎は鵜木小学校の校舎を使用している。

## 沿革
以下、注釈の無い項目は男鹿市役所の公式サイトの情報によるもの。
- 2014年（平成26年）4月1日 - 男鹿市立五里合小学校と男鹿市立鵜木小学校が統合し開校[1]。
- 2015年（平成27年）4月1日 - 男鹿市立野石小学校が統合される。[1]

## 校章
- 校章のページを参照。

## 校歌
- 校歌のページを参照。
- 作詞 - 近藤貢太郎
- 作曲 - 四反田素幸

## 主な進学先
- 男鹿市立男鹿東中学校

## アクセス

### 鉄道
- 最寄り駅はJR東日本男鹿線の脇本駅。

### バス
- 最寄りバス停は男鹿市内路線バス潟西線の道村。